# Покровка (Благодатский сельсовет)
Покровка — упразднённый посёлок в Карасукском районе Новосибирской области. На момент упразднения входил в состав Благодатского сельсовета. Исключен из учётных данных в 1971 году.

## География
Посёлок располагался у северной окраины болота Сухое Займище, в 6 км (по прямой) к востоку от села Благодатное.

## История
Посёлок был основан в 1925 г. В 1928 году выселок Покровский состоял из 22 хозяйств. В административном отношении входил в состав Ольговского сельсовета Черно-Курьинского района Славгородского округа Сибирского края.
Решением Новосибирского облисполкома от 04.01.1971 г. № 2 посёлок исключен из учётных данных как фактически не существующий.

## Население
В 1928 году на выселке проживало 126 человек (56 мужчин и 70 женщин), основное население — украинцы.